# Джон Хам
Джонатан Даниъл „Джон“ Хам (на английски: Jonathan Daniel 'Jon' Hamm) (роден на 10 март 1971 г.) е американски актьор. Най-известен е с ролята си на Дон Дрейпър в драматичния сериал „Момчетата от Медисън авеню“, за която и няколко пъти е номиниран за наградата Еми. Участва и във филми като „Денят, в който Земята спря“, „Градът“ и „Sucker Punch: Измислен свят“.

## Личен живот
От 1997 до 2015 г. има връзка с актрисата Дженифър Уестфелд.